# Wojna domowa w Gwatemali
Wojna domowa w Gwatemali – konflikt trwający od 1960 do 1996 w Gwatemali pomiędzy rządem tego kraju a lewicowymi rebeliantami. Konflikt rozpoczął się od nieudanej próby wojskowego zamachu stanu z 1960 roku. Zakończył się w 1996 roku porozumieniem pokojowym między rządem a zbrojnymi grupami pod auspicjami misji ONZ. W trakcie trwania wojny domowej w kraju doszło do licznych problemów ekonomicznych, konfliktów politycznych i etnicznych. W wojnie zginęło od 100 do 200 tysięcy osób, a dziesiątki tysięcy zaginęło.

## Geneza
Do 1944 roku Gwatemala rządzona była przez najbardziej represyjną juntę wojskową w tym regionie świata. Stojący na jej czele Jorge Ubico cieszył się poparciem Stanów Zjednoczonych i realizował interesy gospodarcze korporacji amerykańskich, a w szczególności United Fruit Company. Ubico wprowadził system zbliżony do niewolnictwa chłopów sprawiając, że UFC znalazło łatwy dostęp siły roboczej i represjonował rdzennych mieszkańców kraju. Po 14 latach krwawych rządów aroganckie i represyjne działania Ubico spotkały się w 1944 roku z aktem pokojowego nieposłuszeństwa, który doprowadził do rezygnacji Ubico. Dyktator powołał triumwirat złożony z generałów Juana Federico Ponce Vaidesa, Edwarda Villagrana Ariza i Bueneventura Pineda. Generałowie obiecali zwołanie Zgromadzenia Narodowego i przeprowadzenie w nim wyborów na tymczasowego prezydenta. Kongres spotkał się 3 lipca, jednak żołnierze siłą zmusili parlamentarzystów do wybrania na urząd Ponce Vaidesa. Ponce kontynuował represyjną polityką administracji Ubico. Działania reżimu zyskały grono przeciwników, wśród których znaleźli się wysoko postawieni oficerowie Jacobo Arbenz Guzmán i Francisco Javier Arana. 19 października 1944 roku niewielka grupy żołnierzy i studentów zorganizowanych i prowadzonych przez Arana i Arbanza zaatakowała Pałac Narodowy obalając reżim. Arbenz i Arana wraz z prawnikiem Jorge Toriello ustanowili nowy rząd. Zobowiązali się przy tym do przeprowadzenia przed końcem roku demokratycznych wyborów.
Wolne wybory wygrał Juan José Arévalo Bermejo z koalicji partii lewicowych. Arévalo wdrażał postępowe reformy społeczne obejmujące m.in. zwiększenie wydatków na edukację, zmniejszenie płacy minimalnej, reformę rynku pracy i wprowadzenie demokratycznych praw kobiet (które przyznano każdemu obywatelowi z wyłączeniem niepiśmiennych kobiet). Reformy te korzystnie wpłynęły głównie na wyższe klasy średnie, rząd niewiele zrobił jednak dla robotników rolnych i chłopów, którzy stanowili większość ludności. Mimo że jego reformy były stosunkowo umiarkowane, został znienawidzony przez Stany Zjednoczone, kapitalistów, Kościół katolicki, właścicieli ziemskich, część oficerów wojska i United Fruit Company. Głównym zarzutem wobec niego było rzekome uleganie wpływom komunistów. W trakcie jego prezydentury miało miejsce co najmniej 25 prób zamachu stanu przeprowadzanych głównie przez zamożnych oficerów wojskowych. Kolejne wybory prezydenckie odbyły się w 1950 roku. Wygrał je Arbenz Guzmán. Arbenz obiecał przekształcić Gwatemalę z „zacofanego kraju w przeważającej mierze gospodarki feudalnej do nowoczesnego państwa kapitalistycznego”. Przypomniał o swoich zamiarach zmniejszenia zależności od rynków zagranicznych i złagodzenia wpływu zagranicznych korporacji na politykę krajową. Prezydent ogłosił plan zakładający: wywłaszczenie nieużytków wchodzących w skład plantacji United Fruit Company oraz budowę zakładów przemysłowych mających konkurować z tymi należącymi do firm amerykańskich. Arbenz był socjalistą chrześcijańskim i rządził w stylu typowym dla europejskiego socjalizmu demokratycznego. Wiele inspiracji czerpał z New Deal amerykańskiego prezydenta Franklina Delano Roosevelta, mimo tego był oskarżany przez United Fruit Company o bycie komunistą.
Reforma rolna będąca centralnym elementem kampanii wyborczej Arbenza stała się w okresie jego prezydentury stałym elementem nacisku ze strony lewicowych formacji, które wspierały jego kandydaturę. Arbenz wbrew zaleceniom lewicy wprowadził umiarkowany program, który znacznie utrudniało to, że aż 70% ziemi (jedynie 12% z niej była użytkowana) należało jedynie do 2% populacji. Reforma rolna została uchwalona 17 czerwca 1952 roku. Na mocy reformy doszło do wywłaszczenia nieużytków większych niż 672 akry (2,7 kilometra kwadratowego).
Szczególnie niechętne reformie rolnej były Stany Zjednoczone. CIA rozpoczęło operację PBFORTUNE mającą na celu wsparcie szykującego zamach stanu pułkownika Carlosa Castillo Armasa. Amerykanów rozwścieczył też fakt zalegalizowana w 1952 roku radykalnej Partii Pracy Gwatemali. Partia Pracy mimo legalizacji odgrywała w dalszym ciągu niewielką rolę w polityce i posiadała jedynie cztery (na 58) miejsca w senacie. Mimo to legalizacja partii wraz z reformą rolną stała się dla Amerykanów pretekstem do uznania Gwatemali za kraj satelicki względem ZSRR. Bezpośrednim impulsem do przeprowadzenia puczu stał się zamachu stanu w Iranie z 1953. Pucz przeprowadzony został w czerwcu 1954 roku. Nowym prezydentem został Castillo Armas który zdelegalizował ugrupowania lewicowe i cofnął reformę rolną. Pucz zapoczątkował długoletnie rządy wojska.

## Przebieg wojny
13 listopada 1960 roku grupa oficerów zainspirowanych rewolucją kubańską przeprowadziła nieudany pucz. Oficerowie ci byli przeciwni protekcji USA nad rządem Gwatemali i sprzeciwiali się antykastrowskiej polityce rządzących. Choć pucz nie powiódł się zainspirował ruchy partyzanckie. Pierwsze organizacje partyzanckie powstały w 1960 roku, zostały jednak rozbite na skutek represji.
W 1963 roku doszło do kolejnego puczu. W jego wyniku władzę objął Enrique Peralta Azurdia. Pod rządami jego następcy, Julio Césara Méndeza Montenegro (wywodzącego się co prawda ze zbliżonej do lewicy Partii Rewolucyjnej jednak będącego pod rzeczywistym wpływem wojska) doszło do próby liberalizacji systemu politycznego, jednak kampania represjonowania Indian i zwalczania ruchów partyzanckich nie została zaprzestana. Od liberalizacji odstąpiły kolejne wojskowe rządy kontynuowane przez Carlosa Manuela Arana Osario, będącego jednocześnie agentem CIA. Rządy Arana Osario pochłonęły 20 tysięcy ofiar.
Kolejne liczniejsze grupy pojawiły się w latach 70. Ruchy te miały charakter lewicowy lub były nieideologiczne i miały na celu ochronę praw ludności rdzennej. Rząd do walki z partyzantką wykorzystał oprócz wojska, organizacje paramilitarne, szwadrony śmierci i siły bezpieczeństwa. Z czasem zjednoczyły się one w sojusz o nazwie Gwatemalska Jedność Narodowo-Rewolucyjna. W 1982 roku doszło do kolejnego zamachu stanu. W jego wyniku władzę objął Efraín Ríos Montt. Montt zwiększył działania szwadronów śmierci i doprowadził do licznych zbrodni ludobójstwa. Choć w 1986 roku doszło do przejęcia władzy przez cywilnego prezydenta (do tej pory krajem rządziło wojsko) Marco Vinicio Cerezo Arévaloę, nie zatrzymało to walk.

## Proces pokojowy

Flaga rebeliantów z Gwatemalskiej Jedności Narodowo-Rewolucyjnej

Przejęcie części władzy przez cywilów umożliwiło rozpoczęcie pierwszych rozmów pokojowych, do których doszło w październiku 1987 roku w Madrycie. Kolejna tura rozmów odbyła się w Oslo w marcu 1990 roku pod auspicjami ONZ. W 1992 roku Rigoberta Menchú Tum otrzymała Pokojową Nagrodę Nobla za obronę praw Indian represjonowanych przez rząd. W kolejnych latach miało miejsce kilka zawieszeń broni. 29 grudnia 1996 roku partyzanci i rząd podpisali porozumienie pokojowe. W ramach planu pokojowego partyzanci zdemobilizowali się, a koalicja partyzancka Jedność Narodowo-Rewolucyjna przekształciła się w partię polityczną. Niezadowolenie niektórych elementów ruchu partyzanckiego z przebiegu rozmów doprowadziło w 2000 roku do wyłamania się niektórych grup z rozejmu i wznowienia walk. W kolejnych latach rząd zredukował armię oraz uznał winę państwa za zbrodnie junty obiecując przy tym rekompensatę dzięki czemu instytucje tj. Międzyamerykański Bank Rozwoju obiecały wesprzeć finansowo gwatemalski proces pokojowy.

## Wsparcie dla stron konfliktu
Wsparcie rebeliantom zaoferowały rządy Kuby i Nikaragui w okresie rządów sandinistów. Strona rządowa była wspierana przez Stany Zjednoczone, Izrael, Tajwan, Argentynę (reżim lat 80.) oraz Republikę Południowej Afryki doby apartheidu.